# Жданий
Жданий (Здяний) — струмок в Україні у Самбірському районі Львівської області. Права притока річки Топільниці (басейн Дністра).

## Опис
Довжина балки приблизно 7,58 км, найкоротша відстань між витоком і гирлом — 5,23  км, коефіцієнт звивистості річки — 1,45 . Формується багатьма струмками.

## Розташування
Бере початок на південно-західних схилах гори Пуста (826,0 м). Тече переважно на південний захід через село Жданівку і у селі Тур'є впадає у річку Топільницю, праву притоку річки Дністра.